# 大阪府道188号郡戸大堀線
大阪府道188号郡戸大堀線（おおさかふどう188ごう こおずおおぼりせん）は、大阪府羽曳野市から松原市に至る一般府道である。

## 概要
羽曳野市郡戸から松原市大堀3丁目に至る。
羽曳野市西部から松原市東部を南北に結ぶ。途中、近鉄南大阪線と恵我ノ荘駅前で交差する。堺大和高田線以南は近鉄バス丹比線（河内松原駅 - 堺市美原区平尾）間が通る。バスが通過する道路としては非常に狭隘であるが、一部区間で拡張が行われている。

### 路線データ
- 起点：大阪府羽曳野市郡戸（大阪府道190号西藤井寺線交点）
- 終点：大阪府松原市大堀3丁目（大阪府道187号大堀堺線上）

## 路線状況

### 重複区間
- 大阪府道187号大堀堺線（松原市一津屋6丁目 - 松原市大堀3丁目（終点））

## 地理

### 通過する自治体
- 大阪府
  - 羽曳野市 - 松原市

### 交差する道路
| 交差する道路                       | 市町村名 | 交差する場所  | 交差する場所   |
| ---------------------------------- | -------- | ------------- | -------------- |
| 大阪府道190号西藤井寺線            | 羽曳野市 | 郡戸          | 起点           |
| 大阪府道31号堺羽曳野線             | 羽曳野市 | 野            | 野交差点       |
| 大阪府道・奈良県道12号堺大和高田線 | 羽曳野市 | 恵我之荘2丁目 | 恵我之荘交差点 |
| 大阪府道187号大堀堺線 重複区間起点 | 松原市   | 一津屋6丁目   |                |
| 大阪府道2号大阪中央環状線          | 松原市   | 大堀1丁目     | 大堀南交差点   |
| 大阪府道2号大阪中央環状線          | 松原市   | 大堀1丁目     | 大堀北交差点   |
| 大阪府道187号大堀堺線 重複区間起点 | 松原市   | 大堀3丁目     | 終点           |

### 交差する鉄道
- 近鉄南大阪線

### 沿線
- はびきのコロセアム
- 羽曳野市役所 羽曳野支所
- 大塚山古墳
- 関西みらい銀行
  - 恵我之荘支店
  - 藤井寺支店恵我之荘出張所
- 池田泉州銀行 羽曳野支店（旧：泉州店『■』）
- 近鉄南大阪線 恵我ノ荘駅
- 大阪シティ信用金庫 恵我之荘支店
- 松原一津屋郵便局
- 松原市立恵我小学校
- 松原警察署 大堀町交番